# خلیج جناجن

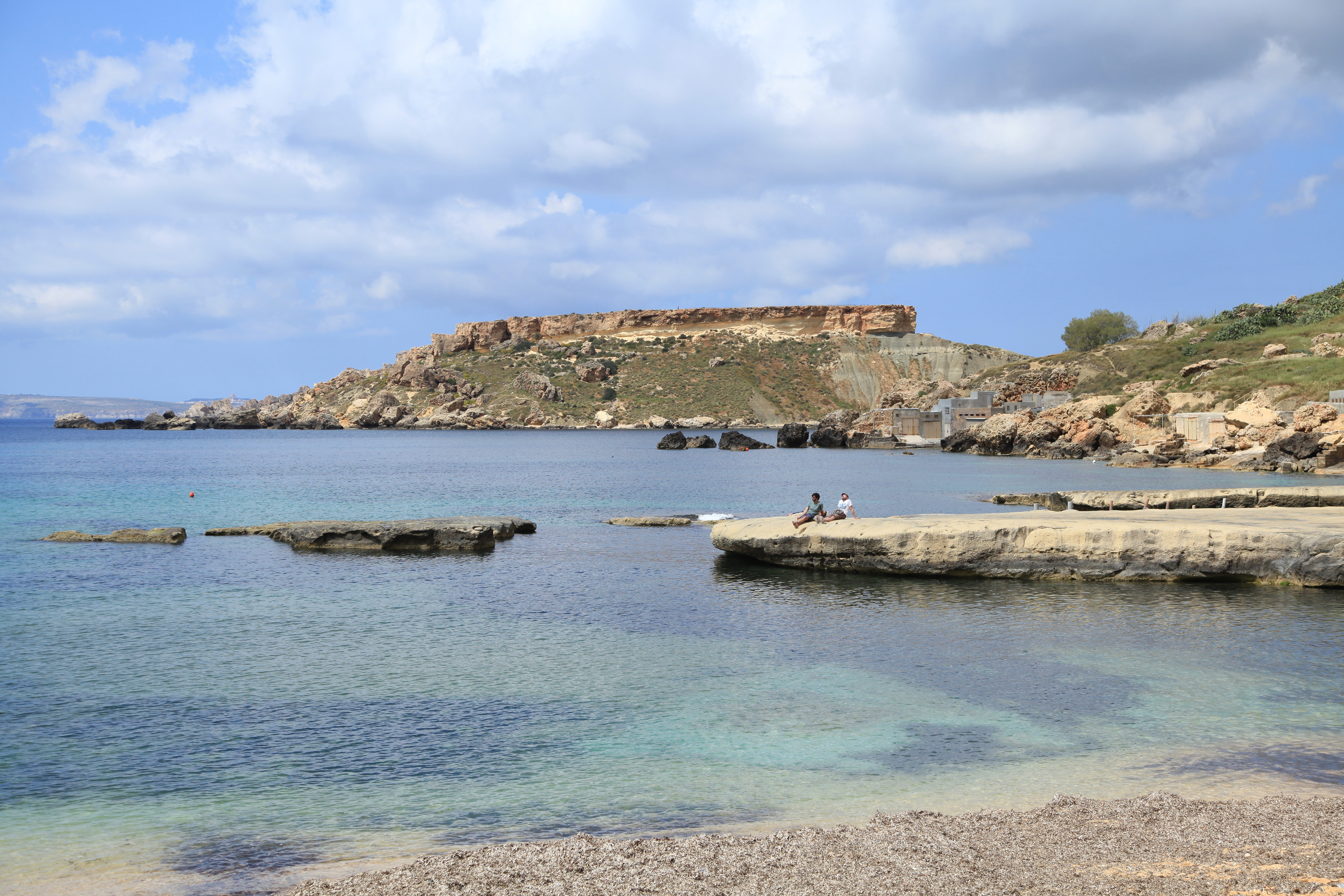
خلیج جناجن 
(به مالتی: Ġnejna Bay) در قسمت غربی جزیره مالت قرار دارد  ، خلیج جناجن یک ساحل شنی با صخره‌های شیب‌دار و محلی برای تفرج برهنگان است ، برهنگی طبق قانون در مالت غیرقانونی است ولی در مورد خلیج جناجن نادیده گرفته می‌شود  ، برهنگی در خلیج جناجن مورد انتقاد مذهبیون کاتولیک قرار گرفته است .

## جاذبه‌های توریستی
- قلعه زامیتلو
- برج لیپا
- قلعه جان توفیها
- پارک طبیعی جان توفیها